# Weingut Gager

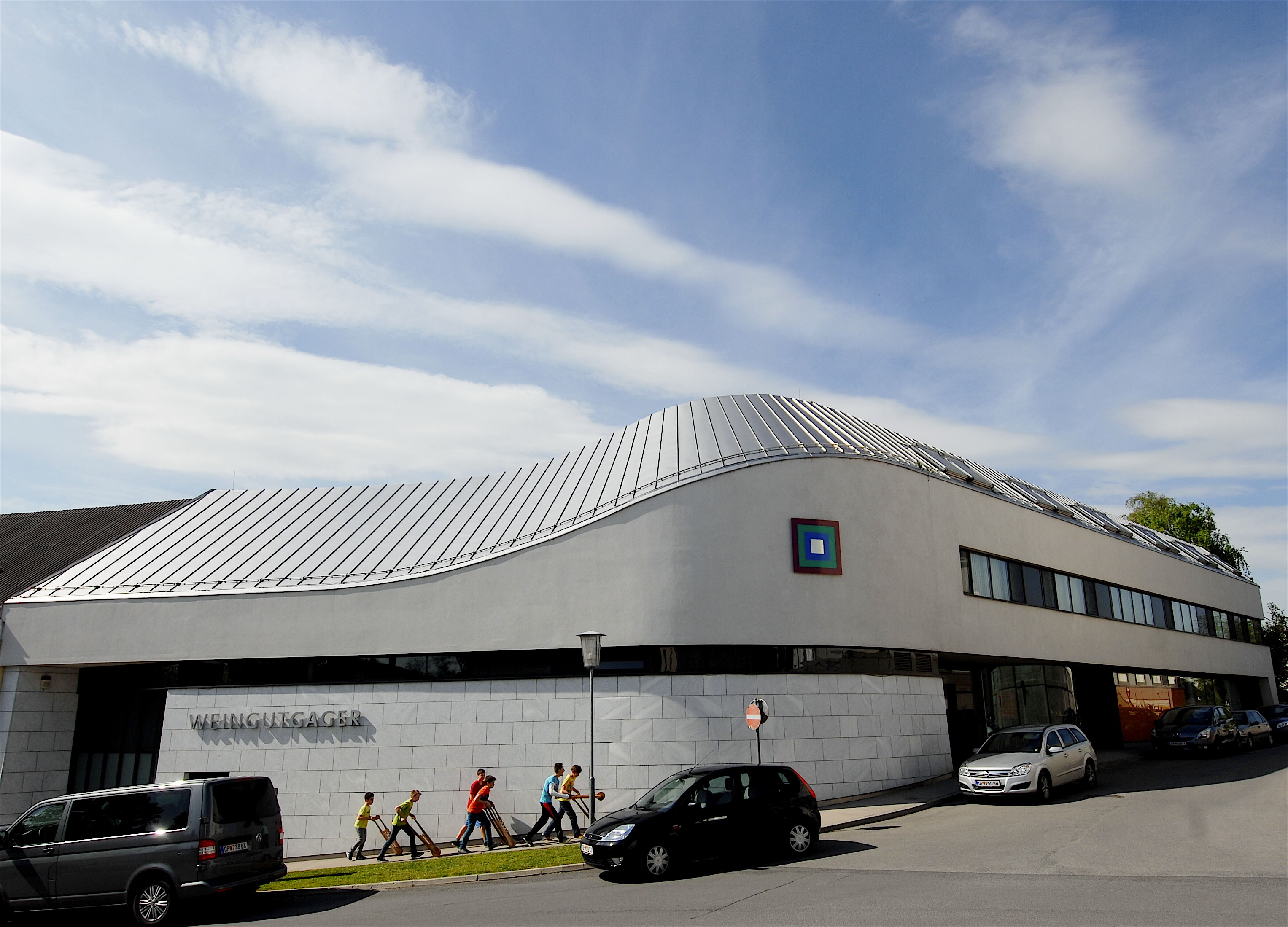
Weingut Gager, Deutschkreutz

Das Weingut Gager in Deutschkreutz ist ein österreichisches Weingut im Weinbaugebiet Mittelburgenland.
Geleitet wird das Weingut von Josef Gager, gemeinsam mit seinem Sohn Horst. Die Rebfläche beträgt 40 Hektar (Stand 2017), 100 Prozent sind mit roten Rebsorten, hauptsächlich Blaufränkisch, Zweigelt und Cabernet Sauvignon bestockt. Weiters werden auch Merlot, Syrah, Roesler und Tannat kultiviert. Die bekanntesten Weine sind die Cuvées Quattro, Cablot und Tycoon. Dank des Quattro und des Cablot ist das Weingut seit den 1980er-Jahren laut Gault Millau „fest im österreichischen Rotwein-Bewusstsein verankert“.
Seit April 2006 verfügt das Weingut Gager über eine hochmoderne Produktionsstätte mitten im Ortskern, gleich gegenüber der barocken Deutschkreutzer Pfarrkirche. Das neue Betriebsgebäude umfasst neben einem beeindruckenden Barriquekeller, Verkostungs- und Verkaufsräumlichkeiten auch einen Seminarraum sowie fünf Gästezimmer.